# Ciudad de Villa de Álvarez
Ciudad de Villa de Álvarez (eller bara Villa de Álvarez) är en centralort i kommunen Villa de Álvarez i västra Mexiko och är belägen i delstaten Colima. Folkmängden uppgår till cirka 130 000 invånare. Tillsammans med jämnstora Colima och ytterligare tre kommuner ingår Villa de Álvarez i ett storstadsområde som hade cirka 360 000 invånare 2013.